# Ава (город, Япония)
А́ва (яп. 阿波市 Ава-си) — город в Японии, находящийся в префектуре Токусима. Площадь города составляет 190,97 км², население — 37 570 человек (1 августа 2014), плотность населения — 196,73 чел./км².

## Географическое положение
Город расположен на острове Сикоку в префектуре Токусима региона Сикоку. С ним граничат города Сануки, Хигасикагава, Мима, Йосиногава и посёлок Камиита.

## Население
Население города составляет 37 570 человек (1 августа 2014), а плотность — 196,73 чел./км². Изменение численности населения с 1980 по 2005 годы:
| 1980 | 43 823 чел. |  |
| 1985 | 44 058 чел. |  |
| 1990 | 43 304 чел. |  |
| 1995 | 42 657 чел. |  |
| 2000 | 42 388 чел. |  |
| 2005 | 41 076 чел. |  |

## Символика
Деревом города считается Zelkova serrata, цветком — космея, птицей — Cettia diphone.